# نيلس أسلك فالكيابا

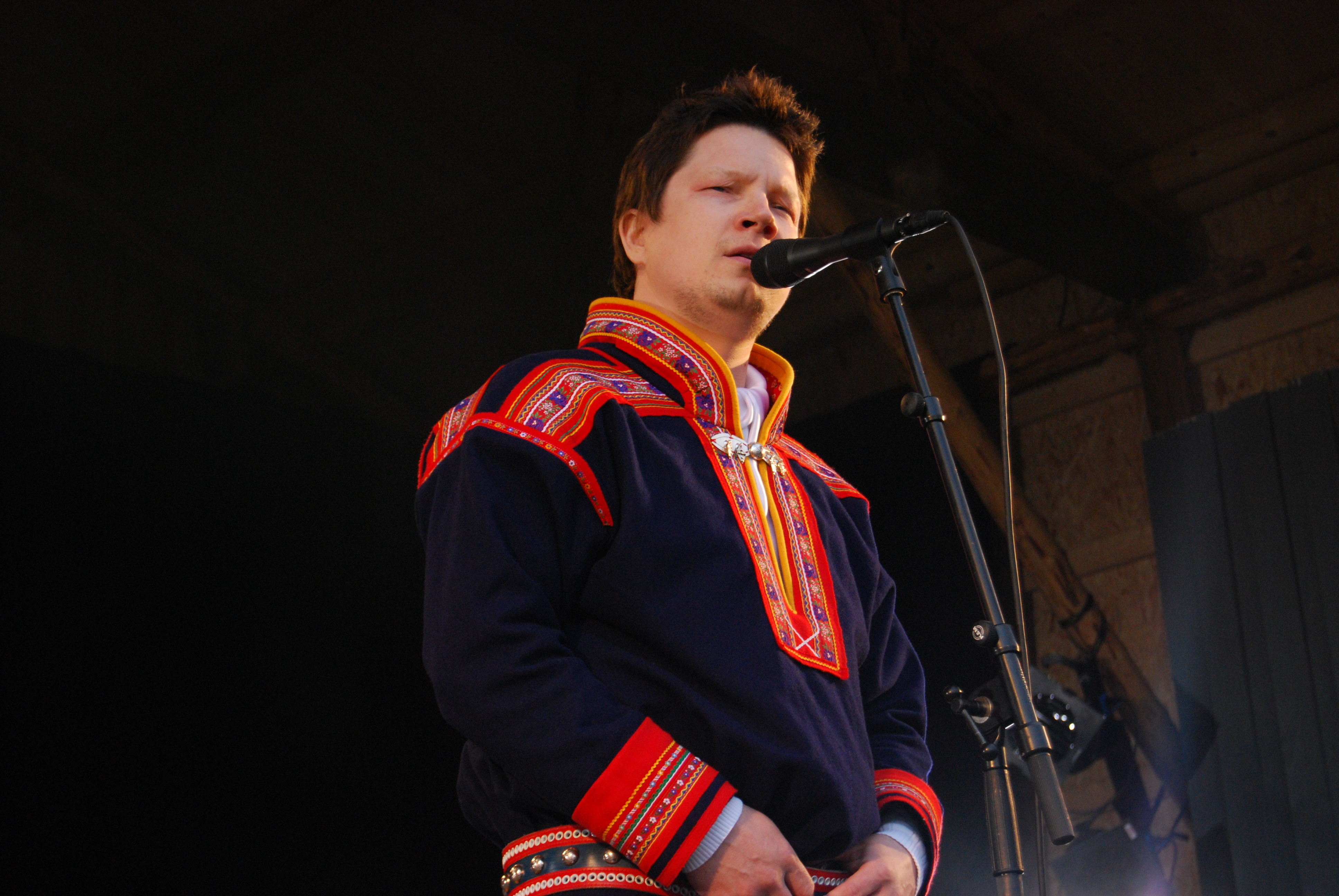
Nils-Aslak Valkepää's godson, Niko Valkeapää, performing in Márkomeannu, Norway.

نيلس أسلك فالكيابا (Nils-Aslak Valkeapää؛ إنونتيكيو، 23 مارس 1943 - إسبو، 26 نوفمبر 2001) كاتب وموسيقي وفنان فنلندي من قومية سامي. ولد في إنونتيكيو بإقليم لابي الفنلندي. قضى جـُل حياته في منطقة كاسيفارسي البرية قـُرب الحدود مع السويد، وكذلك في سكيبونت في النرويج. ولد فالكيابا لعائلة تقليدية من رعاة الرنة، ولكنه تدرب كمعلم مدرسي. بلغ ذروة شهرته بظهوره دولياً لأول مرة عندما أدى في حفل افتتاح دورة الألعاب الأولمبية الشتوية لعام 1994 في ليليهامر النرويجية.

## روابط خارجية
- نيلس أسلك فالكيابا على موقع IMDb (الإنجليزية)
- نيلس أسلك فالكيابا على موقع ميوزك برينز (الإنجليزية)
- نيلس أسلك فالكيابا على موقع أول ميوزيك (الإنجليزية)
- نيلس أسلك فالكيابا على موقع ديسكوغز (الإنجليزية)
- نيلس أسلك فالكيابا على موقع ديسكوغز (الإنجليزية)
- نيلس أسلك فالكيابا على موقع قاعدة بيانات الفيلم (الإنجليزية)